# Cristoforo Pinto
Cristoforo Cataldo Pinto (Gioia del Colle, 10 maggio 1837 – Milano, 22 giugno 1915) è stato un architetto italiano.

## Biografia

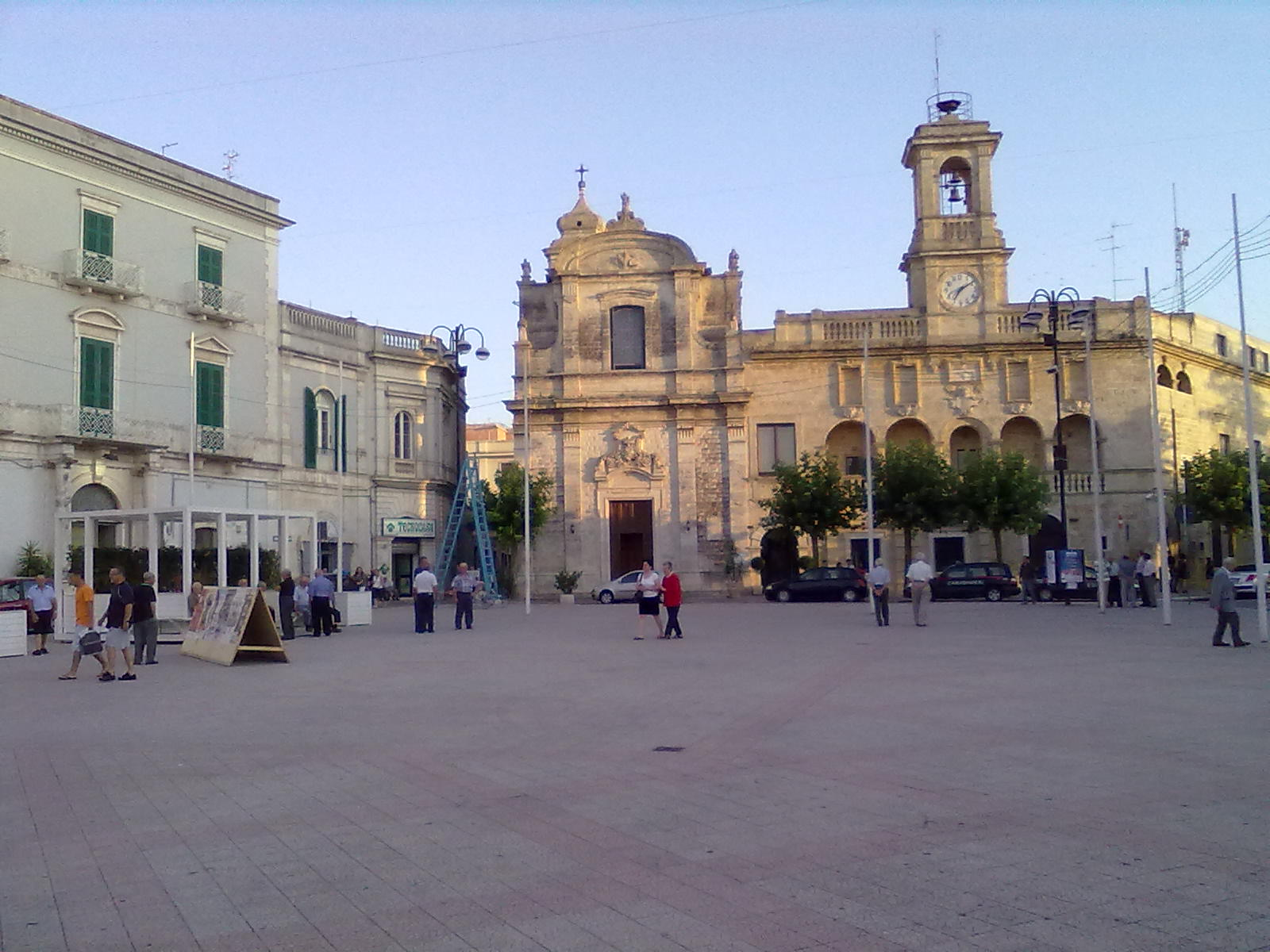
Piazza Plebiscito a Gioia del Colle, con il palazzo San Francesco sullo sfondo e la torre dell'orologio, quest'ultima opera del Pinto.

Nato da Pietro Pinto, scalpellino, e Giuseppina Antonicelli, fu l'ultimo di sette figli. La sua casa natale si trovava di fianco all'arco San Nicola, nel centro storico della cittadina pugliese.
Completò gli studi presso l'Accademia di belle arti di Brera a Milano, dove riscosse un notevole successo tanto che ottenne la medaglia d'argento nella Scuola di Architettura nel 1864. Nel 1865 e nel 1866 ottenne la menzione onorevole alla scuola Superiore di Architettura. Nel 1867 fu premiato alla scuola superiore di Architettura all'esperimento finale. Nel 1870 vinse il concorso triennale di Architettura, con il progetto di un casino di campagna.
In seguito esercitò la professione di architetto, prima in Terra di Bari poi a Milano, dove si trasferì il 5 ottobre 1878, dopo l'unità d'Italia. Nel capoluogo meneghino sposò la contessa Carolina De Rosa di cui rimase vedovo.
La sua attività in terra natia comprendeva sia strutture residenziali (si citano tra le altre alcune ville della famiglia Cassano), sia edifici pubblici (tra cui il cimitero, il macello comunale, la scuola elementare Mazzini e la torre dell'orologio del palazzo San Francesco a Gioia del Colle) e religiosi (la facciata della chiesa di Santa Lucia a Gioia del Colle). Nelle zone circostanti lavorò alla costruzione del palazzo Cavallino ad Acquaviva delle Fonti, del Palazzo Di Santo a Santeramo in Colle, di una chiesa a Casamassima.
A Milano invece oltre che alla progettazione del cimitero Musocco e di numerosi palazzi, riesce vincitore al concorso per il restauro del Duomo.
Alla sua morte, avvenuta il 22 giugno 1915 a causa di una gastroenterite con complicazioni bronchiali, venne tumulato nel cimitero monumentale di Milano. Rimasto senza figli, destinò la sua fortuna, che ammontava a oltre mezzo milione di lire, in parte a parenti in Puglia e per la maggior parte donata alla Congregazione di carità di Milano. Negli anni seguenti un nipote di Pinto e poi altri parenti impugnarono il testamento per ottenerne l'annullamento, sostenendo che fosse stato redatto quando lo zio non era in grado di intendere e volere e su pressioni dall’avvocato Pizzali, che aveva aiutato l'architetto nella stesura del documento.